# 梅甘·沃尔什
梅甘·劳拉·沃尔什（英語：Megan Laura Walsh；1994年11月12日—），爱尔兰共和国女子足球运动员，司职守门员，目前效力于西汉姆联足球俱乐部和爱尔兰共和国国家女子足球队。她曾代表爱尔兰参加2023年国际足联女子世界杯。